# Węgry na Zimowych Igrzyskach Olimpijskich 1952
Węgry na Zimowych Igrzyskach Olimpijskich 1952 reprezentowało dwanaścioro zawodników: ośmiu mężczyzn i cztery kobiety. Był to szósty start reprezentacji Węgier na zimowych igrzyskach olimpijskich.

## Zdobyte medale
| Medal | Zawodnik                   | Dyscyplina           | Konkurencja   | Rezultat   |
| ----- | -------------------------- | -------------------- | ------------- | ---------- |
| Brąz  | Marianna Nagy, László Nagy | Łyżwiarstwo figurowe | pary sportowe | 10,822 pkt |

## Skład kadry

### Biegi narciarskie
Mężczyźni
| Zawodnik     | Konkurencja   | czas      | Pozycja |
| ------------ | ------------- | --------- | ------- |
| Pál Sajgó    | Bieg na 18 km | 1:13:25,0 | 53.     |
| Pál Sajgó    | Bieg na 50 km | 4:38:34,0 | 27.     |
| Ignác Berecz | Bieg na 50 km | 4:46:23,0 | 31.     |

### Łyżwiarstwo figurowe
| Zawodnik                  | Konkurencja   | Nota    | Pozycja |
| ------------------------- | ------------- | ------- | ------- |
| Eszter Jurek              | Solistki      | 121,478 | 23.     |
| György Czakó              | Soliści       | 132,333 | 12.     |
| Marianna Nagy László Nagy | Pary sportowe | 10,822  | brąz    |
| Éva Szöllősi Gábor Vida   | Pary sportowe | 9,244   | 10.     |

### Łyżwiarstwo szybkie
Mężczyźni
| Zawodnik       | Konkurencja   | Konkurencja   | Konkurencja    | Konkurencja    | Konkurencja    | Konkurencja    | Konkurencja      | Konkurencja      |
| Zawodnik       | Bieg na 500 m | Bieg na 500 m | Bieg na 1500 m | Bieg na 1500 m | Bieg na 5000 m | Bieg na 5000 m | Bieg na 10 000 m | Bieg na 10 000 m |
| Zawodnik       | Czas          | Miejsce       | Czas           | Miejsce        | Czas           | Miejsce        | Czas             | Miejsce          |
| -------------- | ------------- | ------------- | -------------- | -------------- | -------------- | -------------- | ---------------- | ---------------- |
| Ferenc Lőrincz | 46,1          | 28.           | 2:23,7         | 10.            | 8:51,2         | 21.            |                  |                  |
| József Merényi | 46,7          | 32.           | 2:26,1         | 21.            | 8:56,6         | 26.            | 18:09,0          | 17.              |

### Narciarstwo alpejskie
Mężczyźni
Slalom specjalny
| Zawodnik       | Czas 1. przejazdu | Czas 2. przejazdu | Łączny czas   | Pozycja |
| -------------- | ----------------- | ----------------- | ------------- | ------- |
| József Piroska | 1:33,5            | Nie awansował     | Nie awansował | 78.     |

Slalom gigant
| Zawodnik       | Czas   | Miejsce |
| -------------- | ------ | ------- |
| József Piroska | 3:39,3 | 79.     |

Kobiety
Zjazd
| Zawodniczka             | Czas   | Miejsce |
| ----------------------- | ------ | ------- |
| Ildikó Szendrődi-Kővári | 2:18,5 | 32.     |

Slalom specjalny
| Zawodniczka             | Czas 1. przejazdu | Czas 2. przejazdu | Łączny czas | Pozycja |
| ----------------------- | ----------------- | ----------------- | ----------- | ------- |
| Ildikó Szendrődi-Kővári | 1:14,7            | 1:15,6            | 2:30,3      | 30.     |

Slalom gigant
| Zawodniczka             | Czas   | Miejsce |
| ----------------------- | ------ | ------- |
| Ildikó Szendrődi-Kővári | 2:41,7 | 37.     |